# Vật cưng

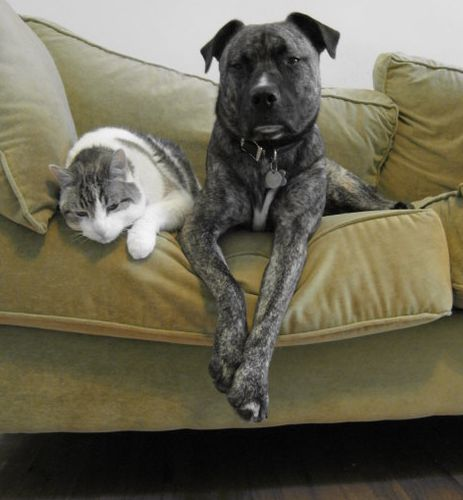
Một con mèo lông vằn và một con chó lai giống Mastiff

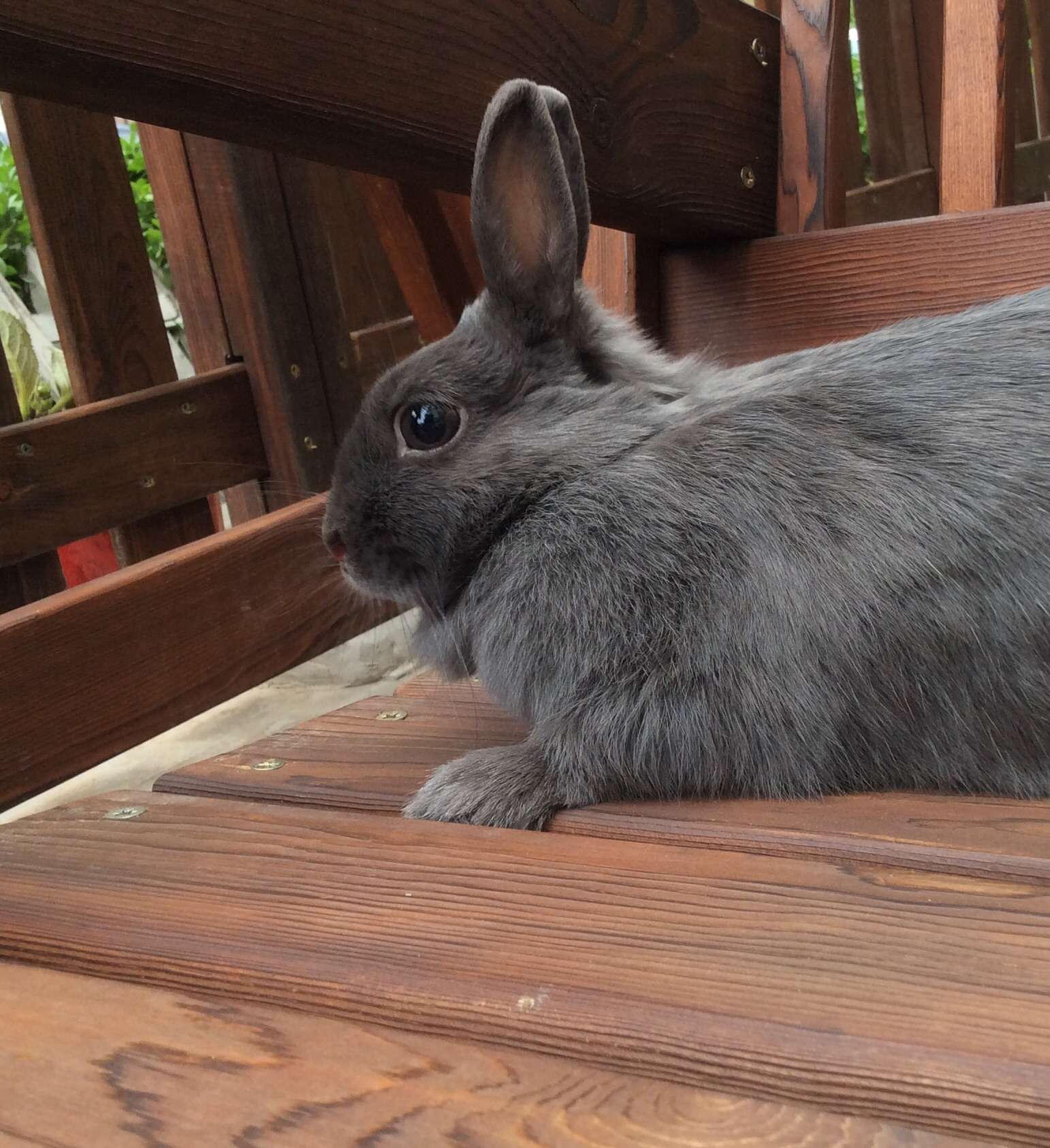
Một con thỏ lùn Hà Lan đang ngồi trên xích đu

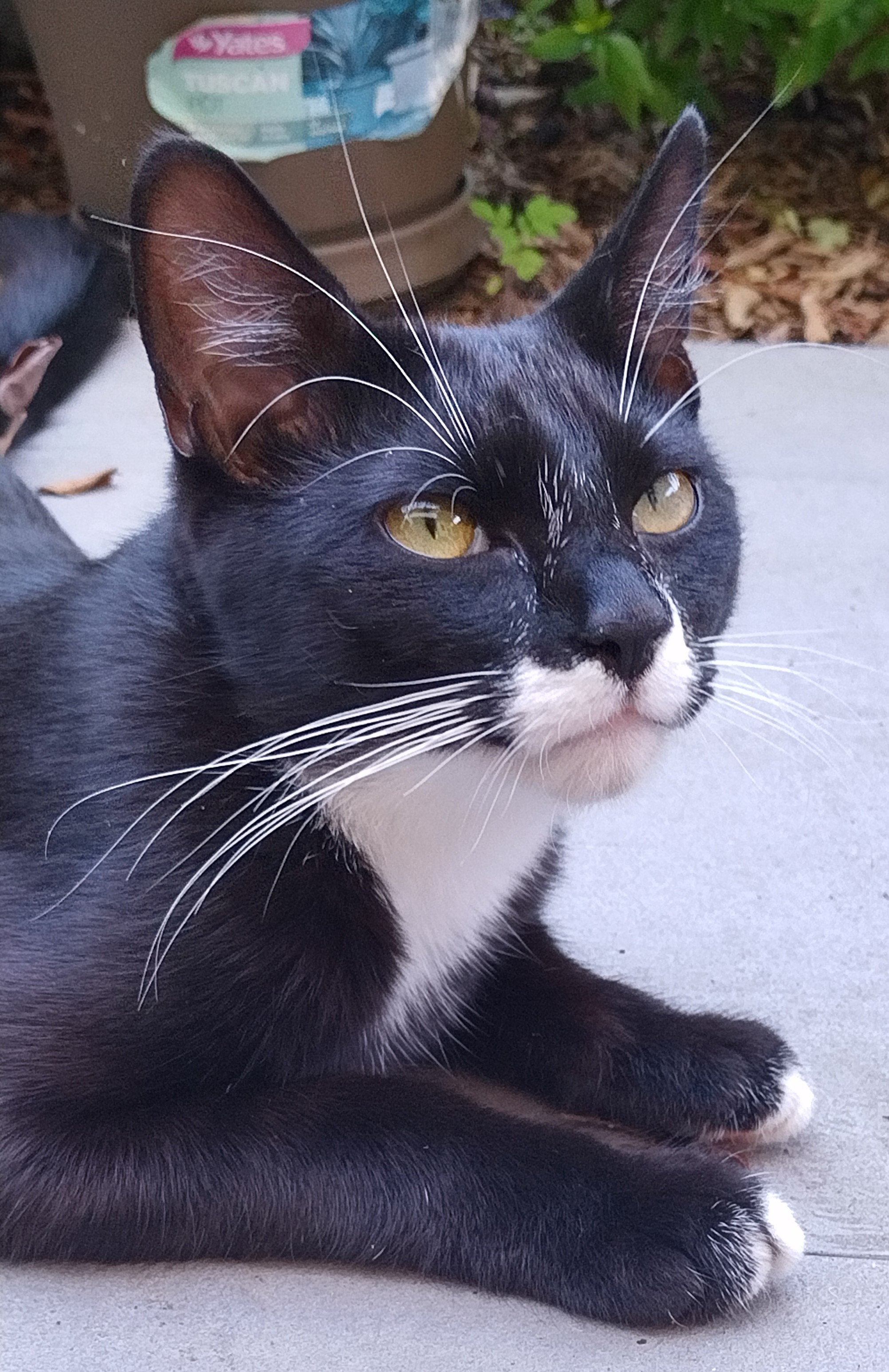
Một con mèo đen trẻ đang nghỉ ngơi tại nhà

Vật cưng hay thú kiểng, thú cảnh, thú cưng là những loài động vật được nuôi để làm cảnh để con người ôm ấp, nâng niu chăm sóc. Hai trong số những loài thú cưng phổ biến nhất là chó và mèo. Vai trò thú cưng trái ngược với động vật dùng để lao động (lấy sức kéo như trâu, bò, lừa, ngựa, chó kéo xe gọi là súc vật lao tác) trong thể thao (chó, bò, ngựa), trong phòng thí nghiệm (chuột bạch, thỏ nhà) hay những loài vật được nuôi để lấy thịt, trứng và sữa.
Thú cưng mang lại cho chủ nhân của chúng, hoặc người giám hộ, cả lợi ích về thể chất lẫn tinh thần. Việc dạo chó có thể mang lại cho cả con người và chó sự tập luyện, không khí trong lành, và tương tác xã hội. Thú cưng có thể cung cấp sự đồng hành cho những người sống một mình hoặc người già không có đủ tương tác xã hội với người khác. Có một lớp thú trị liệu được chấp thuận y khoa được mang đến để thăm những người bị giam cầm, như trẻ em trong bệnh viện hoặc người già trong nhà dưỡng lão. Liệu pháp với thú cưng sử dụng động vật và người xử lý được đào tạo để đạt được các mục tiêu cụ thể về thể chất, xã hội, nhận thức, hoặc cảm xúc với bệnh nhân.
Mọi người thường nhận thú cưng để làm bạn đồng hành, bảo vệ nhà cửa hoặc tài sản, hoặc bởi vì sự đẹp hoặc hấp dẫn được nhìn thấy từ động vật. Một nghiên cứu của Canada năm 1994 phát hiện rằng những lý do phổ biến nhất để không sở hữu thú cưng là thiếu khả năng chăm sóc thú cưng khi đi du lịch (34.6%), thiếu thời gian (28.6%), và thiếu nơi ở phù hợp (28.3%), với việc không thích thú cưng ít phổ biến hơn (19.6%). Một số học giả, nhà đạo đức học, và tổ chức quyền động vật đã đưa ra những mối quan ngại về việc nuôi thú cưng do sự thiếu tự chủ và việc đối tượng hóa động vật phi nhân loại.

## Sự phổ biến của thú cưng
Ở Trung Quốc, chi tiêu cho các động vật nuôi trong nhà đã tăng từ khoảng 3.12 tỷ đô la vào năm 2010 lên đến 25 tỷ đô la vào năm 2018. Người dân Trung Quốc sở hữu 51 triệu con chó và 41 triệu con mèo, và thường thích mua thức ăn cho thú cưng từ quốc tế. Tổng số thú cưng ở Trung Quốc là 755 triệu con, tăng từ 389 triệu con vào năm 2013.
Theo một cuộc khảo sát được tổ chức bởi các hiệp hội gia đình Ý năm 2009, ước tính có khoảng 45 triệu thú cưng ở Ý. Con số này bao gồm 7 triệu con chó, 7.5 triệu con mèo, 16 triệu con cá, 12 triệu con chim và 10 triệu con rắn.
Một cuộc khảo sát năm 2007 do Đại học Bristol thực hiện tại Vương quốc Anh đã phát hiện ra rằng 26% các hộ gia đình sở hữu mèo và 31% sở hữu chó, ước tính tổng số dân số thú cưng trong nước là khoảng 10.3 triệu con mèo và 10.5 triệu con chó vào năm 2006. Cuộc khảo sát cũng cho thấy rằng 47.2% các hộ gia đình có mèo thì có ít nhất một người đã đào tạo đạt bằng cấp đại học, so với 38.4% số hộ có chó.
Sáu mươi tám phần trăm các hộ gia đình tại Hoa Kỳ, tương đương khoảng 85 triệu gia đình, sở hữu một con thú cưng, theo cuộc khảo sát Chủ sở hữu Thú cưng Quốc gia 2017-2018 do Hiệp hội Sản phẩm Thú cưng Hoa Kỳ (APPA) tiến hành. Con số này tăng lên từ 56 phần trăm các hộ gia đình tại Hoa Kỳ vào năm 1988, năm đầu tiên cuộc khảo sát được tiến hành. Hiện có khoảng 86.4 triệu mèo cưng và khoảng 78.2 triệu chó cưng ở Hoa Kỳ, và một cuộc khảo sát của Hoa Kỳ năm 2007-2008 cho thấy số hộ sở hữu chó vượt trội hơn so với mèo, nhưng tổng số mèo cưng lại cao hơn số chó cưng. Tình hình này cũng được duy trì vào năm 2011. Năm 2013, số lượng thú cưng vượt trội hơn gấp bốn lần so với số lượng trẻ em tại Hoa Kỳ.
| Thú cưng           | Dân số toàn cầu | Dân số Hoa Kỳ | Hộ gia đình Hoa Kỳ | Trung bình mỗi hộ gia đình |
| ------------------ | --------------- | ------------- | ------------------ | -------------------------- |
| Mèo                | 202             | 93.6          | 38.2               | 2.45                       |
| Chó                | 171             | 77.5          | 45.6               | 1.70                       |
| Cá cảnh            | N/A             | 171.7         | 13.3               | 12.86                      |
| Động vật nhỏ       | N/A             | 15.9          | 5.3                | 3.00                       |
| Chim cảnh          | N/A             | 15.0          | 6.0                | 2.50                       |
| Bò sát và lưỡng cư | N/A             | 13.6          | 4.7                | 2.89                       |
| Ngựa               | N/A             | 13.3          | 3.9                | 3.41                       |

## Tác động của thú cưng đến sức khỏe của người chăm sóc

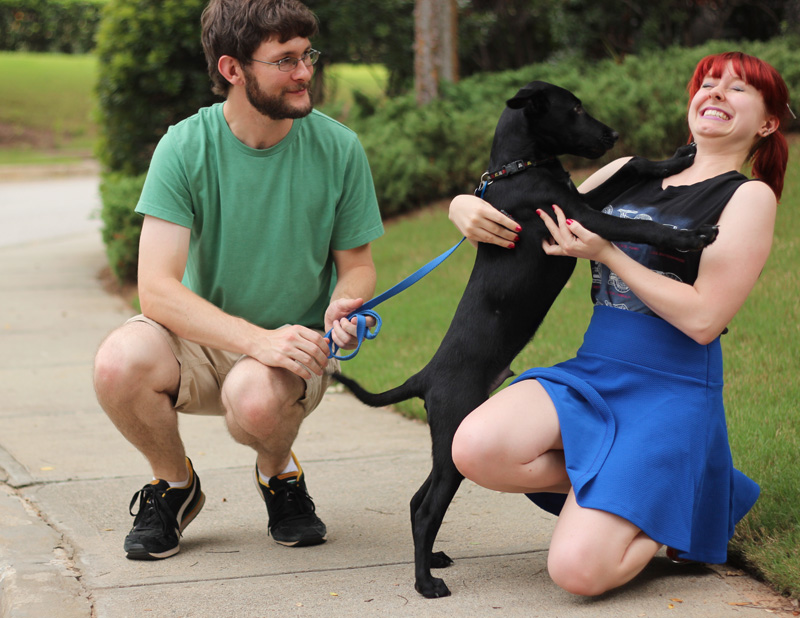
Một cặp với chú chó cưng của họ

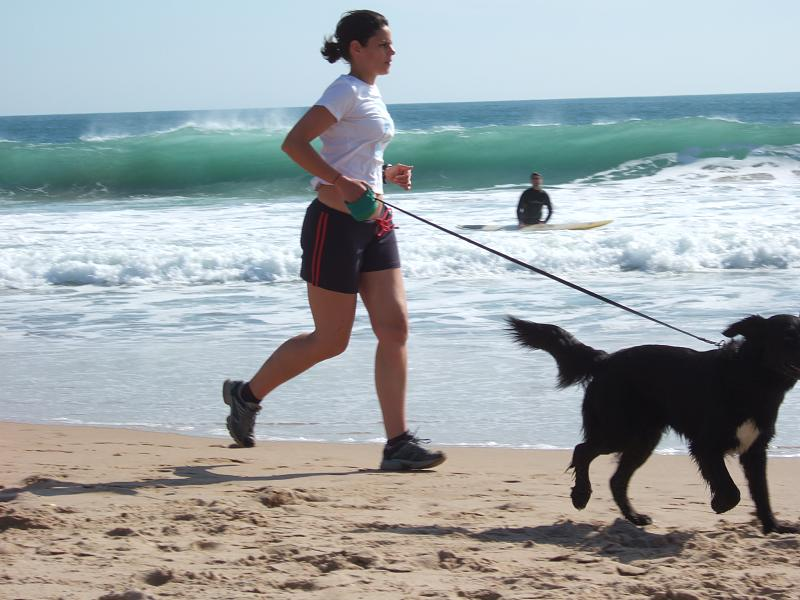
Phụ nữ chạy bộ cùng chó tại bãi biển Carcavelos, Bồ Đào Nha

### Lợi ích về sức khỏe
Rộng rãi trong công chúng, và trong số nhiều nhà khoa học, có quan niệm rằng thú cưng có thể mang lại lợi ích về sức khỏe tinh thần và thể chất cho chủ sở hữu của chúng; một tuyên bố của NIH năm 1987 cẩn trọng cho rằng dữ liệu hiện có "gợi ý" về lợi ích đáng kể. Tuy nhiên, một nghi vấn gần đây đến từ một nghiên cứu của RAND năm 2017, đã phát hiện ra rằng ít nhất đối với trẻ em, việc nuôi thú cưng per se không cải thiện sức khỏe thể chất hay tinh thần một cách đáng kể dưới góc độ thống kê; thay vào đó, nghiên cứu này cho thấy những trẻ em có xu hướng khỏe mạnh từ trước sẽ có khả năng cao hơn để nuôi thú cưng từ đầu. Thực hiện các cuộc thử nghiệm ngẫu nhiên dài hạn để giải quyết vấn đề này sẽ tốn kém hoặc không khả thi.

### Kết nối với cộng đồng
Ngoài việc mang lại lợi ích sức khỏe cho chủ nhân, thú cưng cũng ảnh hưởng đến cuộc sống xã hội của chủ nhân và mối liên kết của họ với cộng đồng. Có một số bằng chứng cho thấy thú cưng có thể tạo điều kiện cho tương tác xã hội. Tiến sĩ trợ lý của Khoa xã hội học tại Đại học Colorado ở Boulder, Leslie Irvine đã tập trung chú ý đến thú cưng của dân số vô gia cư. Nghiên cứu của bà về sở hữu thú cưng trong số người vô gia cư cho thấy rất nhiều người điều chỉnh các hoạt động sống của họ vì lo sợ mất thú cưng. Việc sở hữu thú cưng thúc đẩy họ hành động có trách nhiệm, với nhiều người tự chọn không uống rượu hoặc sử dụng ma túy và tránh tiếp xúc với người lạm dụng chất hoặc có liên quan đến bất kỳ hoạt động tội phạm nào vì sợ bị tách ly khỏi thú cưng. Ngoài ra, nhiều người từ chối ở trong các trạm tạm trú nếu thú cưng của họ không được phép ở cùng họ.

### Những rủi ro về sức khỏe
Những rủi ro về sức khỏe liên quan đến thú cưng bao gồm:
- Làm tăng dị ứng và hen suyễn do nang thú và lông hoặc lông cánh.
- Tai nạn vấp ngã. Vấp ngã qua thú cưng, đặc biệt là chó, gây ra hơn 86.000 vụ tai nạn vấp ngã đủ nghiêm trọng để đòi hỏi đưa đi cấp cứu mỗi năm tại Hoa Kỳ.[21] Đối với người cao tuổi và người khuyết tật, những vụ tai nạn vấp ngã này đã gây ra các vết thương đe dọa tính mạng và gãy xương.
- Chấn thương, cắn và đôi khi tử vong do bị cắn và tấn công bởi thú cưng
- Bệnh hoặc sâu bọ do vấn đề vệ sinh của động vật, thiếu điều trị thích hợp và hành vi không tuân thủ (phân và nước tiểu)
- Căng thẳng do hành vi của động vật
- Lo lắng về việc ai sẽ chăm sóc động vật nếu chủ nhân không còn có khả năng làm như vậy.

## Tác động đến sức khỏe của thú cưng
Nuôi động vật như thú cưng có thể gây hại cho sức khỏe của chúng nếu không đáp ứng đúng các yêu cầu cần thiết. Vấn đề quan trọng là việc cung cấp thức ăn không đúng cách, điều này có thể gây ra tác động lâm sàng. Ví dụ, việc chó ăn sô cô la hoặc nho có thể gây tử vong. Một số loài cây trong nhà cũng có thể gây độc nếu được thú cưng ăn phải. Ví dụ bao gồm cây bạc hà và hoa loa kèn, có thể gây tổn thương nặng cho thận của mèo, và hoa poinsettia, hoa Begonia, và cây lô hội, có độc nhẹ đối với chó. Đối với chim, sô cô la có thể gây tử vong và các loại thực phẩm dành cho con người như bánh mì, bánh quy và các sản phẩm sữa có thể gây vấn đề sức khỏe.
Thú cưng trong nhà, đặc biệt là chó và mèo ở các xã hội công nghiệp hóa, dễ bị béo phì. Thú cưng béo phì đã được chứng minh có nguy cơ cao mắc bệnh tiểu đường, vấn đề về gan, đau khớp, suy thận và ung thư. Thiếu tập luyện và chế độ ăn cao năng lượng được coi là những nguyên nhân chính gây béo phì cho thú cưng.

## Luật pháp

### Hiệp định quốc tế
Hiệp định Châu Âu về Bảo vệ Động vật Cưng là một hiệp định năm 1987 của Hội đồng Châu Âu - nhưng việc gia nhập hiệp định này mở cửa cho tất cả các quốc gia trên thế giới - nhằm thúc đẩy phúc lợi cho động vật cưng và đảm bảo các tiêu chuẩn tối thiểu về điều trị và bảo vệ cho chúng (khách sạn chó mèo). Hiệp định này có hiệu lực từ ngày 1 tháng 5 năm 1992 và tính đến tháng 6 năm 2020, nó đã được 24 quốc gia chấp thuận.

### Luật pháp quốc gia và địa phương

#### Sở hữu hoặc bảo vệ
Trước đây, thú cưng thường được coi là tài sản riêng, do cá nhân sở hữu. Nhiều sự bảo vệ pháp lý đã tồn tại (lịch sử và hiện tại) với mục đích bảo vệ phúc lợi cho thú cưng và các loài động vật khác. Từ năm 2000, một số ít nhưng ngày càng tăng số lượng các khu vực tại Bắc Mỹ đã ban hành luật định lại chủ sở hữu của thú cưng như người bảo hộ. Những ý định này đã được đặc trưng là đơn giản là thay đổi thái độ và nhận thức nhưng không có hậu quả pháp lý trong việc làm việc hướng tới việc nhận diện pháp lý cho chính thú cưng. Một số bác sĩ thú y và người chăn nuôi đã phản đối những chuyển động này. Câu hỏi về tình trạng pháp lý của thú cưng có thể xuất hiện liên quan đến việc mua hoặc nhận nuôi, quyền nuôi, ly hôn, di sản và thừa kế, thương tích, sự cố hỏng cơ sở, và như hành vi không đạo đức nghề nghiệp trong y học thú y.

#### Hạn chế về loài động vật
Các tiểu bang, thành phố và thị trấn ở các nước phương Tây thường ban hành các nghị định địa phương để hạn chế số lượng hoặc loại thú cưng mà một cá nhân có thể nuôi cá nhân hoặc cho mục đích kinh doanh. Các loại thú cưng bị cấm có thể cụ thể đối với các giống chó như pit bull hoặc Rottweiler, chúng có thể áp dụng cho các danh mục chung của động vật (như đàn gia súc, động vật cưng kỳ lạ, động vật hoang dã và lai giống giữa loài Canid hoặc Felid), hoặc đơn giản chỉ dựa trên kích thước của động vật. Các quy tắc và quy định về chăm sóc bổ sung hoặc khác nhau cũng có thể áp dụng. Các tổ chức hội chủ và chủ sở hữu bất động sản cũng thường hạn chế hoặc cấm việc chú trọng thú cưng của người thuê nhà.
Ở Bỉ và Hà Lan, chính phủ xuất bản các danh sách "trắng" và "đen" (gọi là danh sách 'tích cực' và 'tiêu cực') với các loài động vật được chỉ định phù hợp để nuôi làm thú cưng (danh sách tích cực) hoặc không phù hợp (danh sách tiêu cực). Bộ Công nghiệp và Chính sách Khí hậu Hà Lan ban đầu thành lập danh sách tích cực đầu tiên (positieflijst) vào ngày 1 tháng 2 năm 2015 cho một tập hợp 100 loài động vật có vú (bao gồm mèo, chó và động vật sản xuất) được coi là phù hợp để nuôi làm thú cưng dựa trên những đề xuất của Đại học Wageningen. Những cuộc tranh luận của Quốc hội về danh sách thú cưng như vậy đã có từ những năm 1980, với những bất đồng liên tục về loài nào nên được bao gồm và cách thức thực hiện luật. Tháng 1 năm 2017, danh sách trắng đã được mở rộng lên 123 loài, trong khi danh sách đen được thiết lập đã được mở rộng (với các loài như gấu nâu và hai loài chuột túi lớn) chứa 153 loài không phù hợp để nuôi làm thú cưng, như con xà cừ, con lười, con thỏ châu Âu và con lợn rừng.

#### Giết và ăn thịt thú cưng
Vào tháng 1 năm 2011, Cơ quan Liên bang Bảo vệ An toàn Thực phẩm của Bỉ đã tuyên bố rằng người dân không được phép giết các con mèo lang thang trong vườn của họ, nhưng "[k]hông nơi nào trong luật pháp nói rằng bạn không thể ăn thịt mèo, chó, thỏ, cá hoặc bất cứ thứ gì. Bạn chỉ cần giết chúng một cách thân thiện với động vật." Kể từ ngày 1 tháng 7 năm 2014, việc giết mèo và chó nuôi làm thú cưng của chính các chủ nhân là bất hợp pháp ở Hà Lan. Những con vẹt, cừu guinea, chuột hamster và các loài động vật khác vẫn có thể bị chủ nhân giết, nhưng dù sao, khi chủ nhân ngược đãi thú cưng đồng hành của họ (ví dụ, trong quá trình giết chúng), chủ nhân vẫn có thể bị truy tố theo luật pháp Hà Lan.

## Ảnh hưởng đến môi trường
Thú cưng có một ảnh hưởng môi trường đáng kể, đặc biệt là ở các nước nơi chúng phổ biến hoặc được nuôi dưỡng với mật độ cao. Ví dụ, 163 triệu chó và mèo nuôi ở Hoa Kỳ tiêu thụ khoảng 20% lượng năng lượng dinh dưỡng mà con người tiêu thụ và ước tính là 33% năng lượng động vật. Chúng tạo ra khoảng 30% ± 13%, theo khối lượng, phân bón như người Mỹ và thông qua chế độ ăn uống của chúng, chiếm khoảng 25-30% của ảnh hưởng môi trường từ việc sản xuất động vật trong việc sử dụng đất, nước, nhiên liệu hóa thạch, phốt phát và chất diệt cỏ. Việc tiêu thụ sản phẩm động vật của chó và mèo góp phần giải phóng lên đến 64 ± 16 triệu tấn khí methane và nitrous oxide tương đương với CO2, hai khí nhà kính mạnh mẽ. Người Mỹ là những người nuôi thú cưng lớn nhất trên thế giới, nhưng việc sở hữu thú cưng ở Mỹ có chi phí môi trường đáng kể.

## Loại
Trong suốt lịch sử nhân loại, nhiều người đã nuôi nhiều loài động vật khác nhau trong điều kiện nhốt, nhưng chỉ có một số ít được nuôi đủ lâu để được coi là đã được thuần hóa. Các loài động vật khác, đặc biệt là khỉ, chưa bao giờ được thuần hóa nhưng vẫn được bán và nuôi làm thú cưng. Một số động vật hoang dã được nuôi như thú cưng, chẳng hạn như hổ, mặc dù việc này là bất hợp pháp. Có một thị trường cho thú cưng bất hợp pháp.

### Đã thuần hóa
Những thú cưng đã thuần hóa phổ biến nhất. Một động vật đã thuần hóa là một loài đã được làm thích hợp cho môi trường con người bằng cách liên tục bị nhốt và được lựa chọn lai tạo trong một khoảng thời gian đủ dài để nó có những khác biệt đáng kể về hành vi và diện mạo so với các người thân hoang dã của nó. Quá trình thuần hóa trái ngược với việc thuần dưỡng, chỉ đơn giản là khi một động vật hoang dã, chưa được thuần hóa, trở nên dung hòa với sự hiện diện của con người, và có thể thậm chí thích thú nó.
Những loài động vật có kích thước lớn có thể được nuôi làm thú cưng bao gồm: alpaca, lạc đà, gia súc, lừa, dê, ngựa, lama, lợn, và cừu. Những loài động vật nhỏ có thể được nuôi làm thú cưng bao gồm: chồn ferr, nhím cúi, thỏ cúi, sugar glider, và gặm nhấm, bao gồm chuột, chuột nhà, chuột lang, chuột Guinea, chuột lĩnh vực, và chuột chinchilla. Các loài động vật khác bao gồm mèo, chó, khỉ, và cáo bạch thuần hóa.
Chim được nuôi làm thú cưng bao gồm vẹt cảnh như chim cắt và chim cuống cùng với gia cầm như gà, gà tây, vịt, ngỗng, và cút, columbines, và chim sẻ, như chim sẻ hoàng gia và chim sẻ hót.
Cá được nuôi làm thú cưng bao gồm: cá vàng, cá Koi, cá cảnh đá vảy (Betta), cá đuôi hồng, cá molly, cá cơm Nhật (Medaka), và cá Oscar.
Côn trùng được nuôi làm thú cưng bao gồm ong, như ong mật và ong mật không gai, bướm tơ, và nhà kiến cưng.
Bò sát và lưỡng cư được nuôi làm thú cưng bao gồm rắn, rùa, axolotl, ếch và salamander.

### Động vật hoang dã

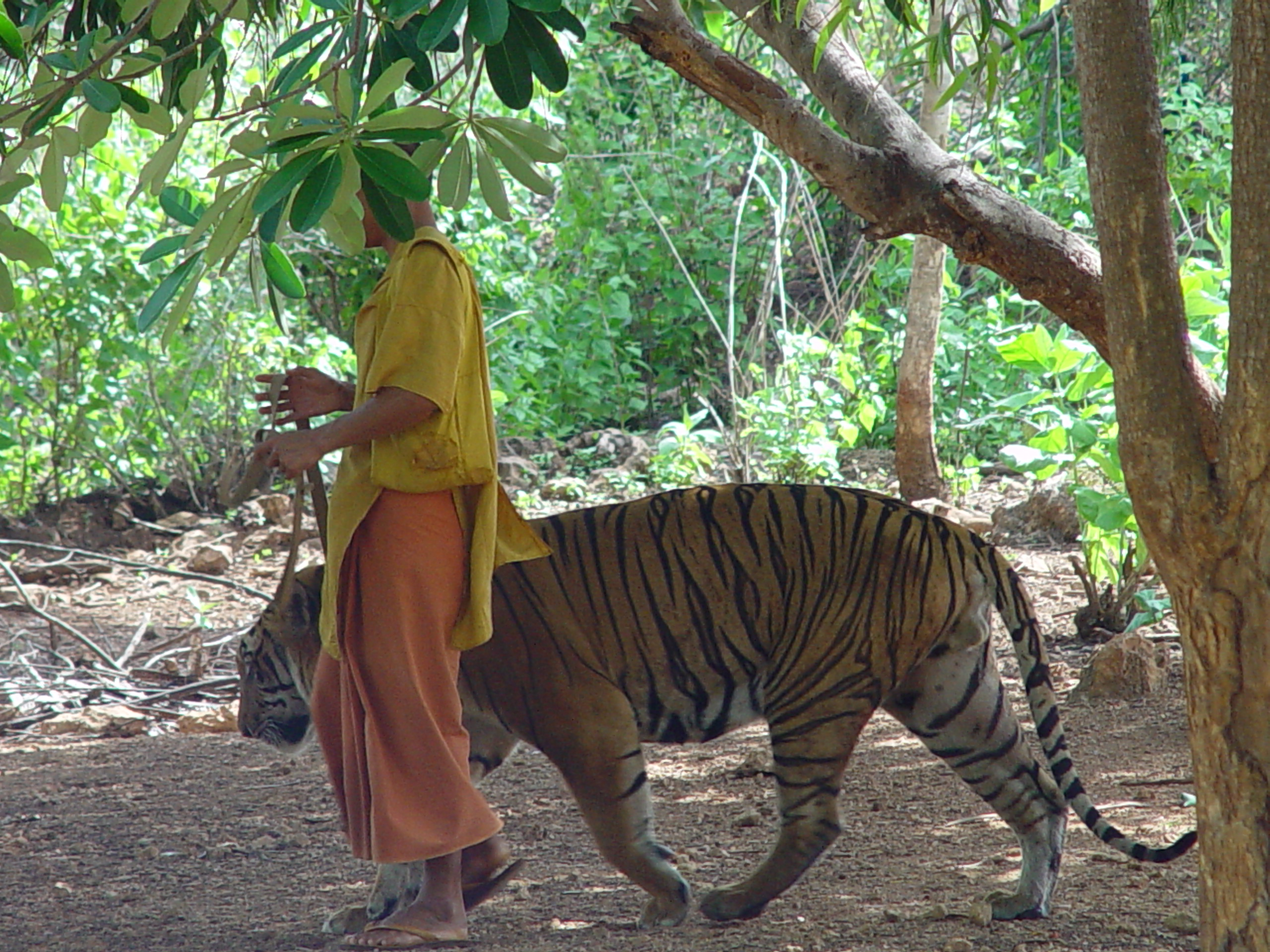
Hổ đực, Thái Lan

Có những loài động vật hoang dã được nuôi làm thú cưng. Thuật ngữ hoang dã trong ngữ cảnh này đặc biệt áp dụng cho bất kỳ loài động vật nào chưa trải qua sự thay đổi cơ bản trong hành vi để tạo điều kiện sống gần gũi với con người. Một số loài có thể được nhân giống trong điều kiện nhốt trong một khoảng thời gian đáng kể, nhưng vẫn không được công nhận là đã thuần hóa.
Nói chung, động vật hoang dã không phù hợp để nuôi làm thú cưng, và việc này bị cấm hoàn toàn ở nhiều nơi. Tại các khu vực khác, một số loài được cho phép nuôi, và thường yêu cầu chủ sở hữu phải có giấy phép. Việc nuôi động vật hoang dã như thú cưng được coi là tàn ác với động vật, vì hầu hết thời gian, động vật hoang dã đòi hỏi chăm sóc chính xác và liên tục mà rất khó có thể đáp ứng trong điều kiện nhốt. Rất nhiều động vật lớn và có bản năng hung dữ cực kỳ nguy hiểm, và không ít lần chúng đã giết người nuôi chúng.

## Lịch sử

### Thời tiền sử
Khảo cổ học cho thấy việc người sở hữu chó làm thú cưng có thể đã bắt đầu từ ít nhất 12.000 năm trước đây.

### Lịch sử cổ đại
Người Hy Lạp cổ đại và Người La Mã thường công khai thể hiện sự đau buồn vì mất đi một con chó, được thể hiện qua các bia đá để tưởng nhớ đến sự mất mát của chúng. Những câu epitaphs còn sót lại dành cho các con ngựa thì có thể thể hiện sự biết ơn về tình bạn từ những con ngựa tham gia chiến tranh hơn là những con ngựa thể thao. Các con ngựa thể thao có thể được tưởng nhớ chủ yếu như một cách để làm tăng danh tiếng và vinh quang cho chủ nhân. Trong Ai Cập cổ đại, chó và linh cẩu được nuôi như là thú cưng và chôn cất cùng với chủ nhân. Chó được đặt tên, điều này rất quan trọng vì người Ai Cập coi tên gọi có những tính chất ma thuật.

### Thời kỳ Victoria: Sự phát triển của việc nuôi thú cưng hiện đại
Xuyên suốt thế kỷ 17 và 18, việc nuôi thú cưng theo nghĩa hiện đại dần được chấp nhận trong toàn Vương quốc Anh. Ban đầu, các quý tộc nuôi chó vừa để tạo sự thân thiện vừa để đi săn. Do đó, việc nuôi thú cưng trở thành biểu hiện của sự tinh hoa trong xã hội. Vào thế kỷ 19, sự phát triển của tầng lớp trung lưu thúc đẩy việc nuôi thú cưng và nó đã trở thành một phần của văn hóa bá tước.

#### Kinh tế
Khi sự phổ biến của việc nuôi thú cưng trong ý nghĩa hiện đại gia tăng trong thời kỳ thời đại Victoria, động vật đã trở thành một yếu tố không thể thiếu trong văn hóa đô thị như hàng hóa và đồ trang trí. Việc nuôi thú cưng đã tạo ra cơ hội kinh doanh cho các doanh nghiệp. Vào giữa thế kỷ 19, gần hai mươi nghìn người bán hàng đường phố tại London kinh doanh động vật sống. Sự phổ biến của động vật cũng tạo ra nhu cầu cho các mặt hàng động vật như phụ kiện và hướng dẫn nuôi thú cưng. Chăm sóc thú cưng đã phát triển thành một ngành kinh doanh lớn vào cuối thế kỷ 19.
Những kẻ tham vọng cũng tìm cách bắt cóc thú cưng để kiếm lợi kinh tế. Sử dụng tình cảm mà chủ nhân dành cho thú cưng của họ, những kẻ trộm chó chuyên nghiệp sẽ bắt giữ động vật và yêu cầu tiền chuộc. Việc phát triển của việc trộm chó phản ánh giá trị thú cưng tăng lên. Dần dần, thú cưng được định nghĩa là tài sản của chủ nhân. Luật pháp được tạo ra để trừng phạt những kẻ vi phạm việc trộm chó.

#### Xã hội
Thú cưng và động vật cũng có những hệ quả xã hội và văn hóa trong suốt thế kỷ 19. Việc phân loại chó theo giống chó của chúng phản ánh trật tự xã hội phân cấp của thời đại Victoria. Huyết thống của một con chó đại diện cho địa vị cao cấp và dòng họ của chủ nhân và củng cố sự phân lớp xã hội. Chủ nhân tầng lớp trung lưu đánh giá cao khả năng liên kết với tầng lớp thượng lưu thông qua việc nuôi thú cưng của họ. Khả năng chăm sóc thú cưng cho thấy tính tôn trọng và khả năng tự cung cấp của người nuôi. Theo Harriet Ritvo, việc nhận dạng "động vật ưu tú và chủ nhân ưu tú không phải là việc xác nhận địa vị của chủ nhân mà là một cách để định nghĩa lại nó."

#### Giải trí
Sự phổ biến của việc nuôi chó và thú cưng đã tạo ra ngành thú cưng tình nhân. Những người đam mê nuôi thú cưng thể hiện sự hăng hái trong việc sở hữu thú cưng, nuôi giống chó và tham gia các cuộc triển lãm chó. Cuộc triển lãm chó đầu tiên đã diễn ra vào ngày 28 tháng 6 năm 1859 tại Newcastle và tập trung chủ yếu vào chó thể thao và chó săn. Tuy nhiên, chủ thú cưng tạo ra sự hăng hái để trưng diễn thú cưng của họ cũng như có một kênh để cạnh tranh. Do đó, động vật cưng dần dần được bao gồm trong các cuộc triển lãm chó. Cuộc triển lãm lớn đầu tiên, với hơn một nghìn đăng ký, đã diễn ra tại Chelsea vào năm 1863. Kenel Club được thành lập vào năm 1873 để đảm bảo công bằng và tổ chức trong các cuộc triển lãm chó. Việc phát triển Stud Book bởi Kenel Club đã định nghĩa các chính sách, trình bày một hệ thống đăng ký quốc gia về chó thuần chủng và thực chất hóa các cuộc triển lãm chó.

## Sở hữu thú cưng bởi động vật không phải người
Sở hữu thú cưng bởi động vật trong tự nhiên, như một tương tự của hiện tượng con người, chưa được quan sát và có lẽ không tồn tại trong tự nhiên. Một nhóm khỉ đuôi dài đã được quan sát với dấu hiệu chăm sóc một con khỉ marmoset, một loài khỉ mới thế giới khác, tuy nhiên các quan sát về đười ươi dường như "chơi đùa" với các con vật nhỏ như cầy đá đã kết thúc với việc đười ươi giết chết các con vật và tung xác chúng xung quanh.
Một nghiên cứu năm 2010 cho biết mối quan hệ giữa con người và động vật có một yếu tố nhận thức độc quyền của con người và việc nuôi thú cưng là một đặc điểm cơ bản và cổ điển của loài người. Sự nhân cách hóa, hoặc sự chiếu cầu cảm xúc, suy nghĩ và đặc điểm của con người lên động vật, là một đặc điểm xác định của việc nuôi thú cưng của con người. Nghiên cứu xác định nó là cùng một đặc tính trong quá trình tiến hóa làm cho đã thuần hóa và quan tâm đến phúc lợi động vật. Ước tính nó đã xuất hiện ít nhất từ 100.000 năm trước đây (Homo sapiens).
Có tranh cãi về việc sự chuyển hướng của hành vi chăm sóc của con người về động vật không phải người, dưới hình thức nuôi thú cưng, có phải là không thích ứng, do có chi phí sinh học cao, hay nó có được được chọn lọc tích cực không. Hai nghiên cứu cho thấy khả năng của con người để thuần hóa và nuôi thú cưng đến từ cùng một đặc điểm tiến hóa cơ bản và đặc điểm này đã tạo lợi ích vật chất dưới hình thức thuần hóa đủ để được chọn lọc tích cực.:300 Một nghiên cứu năm 2011 cho rằng các chức năng thực tế mà một số loài thú cưng cung cấp, chẳng hạn như giúp săn bắt hoặc tiêu diệt sâu bệnh, có thể đã dẫn đến lợi thế tiến hóa đủ để cho phép việc duy trì hành vi này ở con người và vượt qua gánh nặng kinh tế do nuôi thú cưng vì phần thưởng cảm xúc tức thì. Hai nghiên cứu khác cho thấy hành vi này đại diện cho một lỗi, hiệu ứng phụ hoặc việc áp dụng sai của các cơ chế tiến hóa tiếp nhận tình cảm và lý thuyết về tâm lý của con người đối với động vật không phải người mà chưa ảnh hưởng đủ lớn đến lợi thế tiến hóa trong thời gian dài.:300
Những con vật trong điều kiện tù nhân, với sự giúp đỡ của người chăm sóc, đã được coi là có "thú cưng". Ví dụ cho điều này bao gồm Koko đười ươi, người đã nuôi một số con mèo làm thú cưng, Tonda đười ươi cùng một con mèo làm thú cưng và Tarra voi cùng một con chó tên là Bella. Hai nghiên cứu cho thấy khả năng của con người để thuần hóa và nuôi thú cưng đến từ cùng một đặc điểm tiến hóa cơ bản và đặc điểm này đã tạo lợi ích vật chất dưới hình thức thuần hóa đủ để được chọn lọc tích cực.:300 Một nghiên cứu năm 2011 cho rằng các chức năng thực tế mà một số loài thú cưng cung cấp, chẳng hạn như giúp săn bắt hoặc tiêu diệt sâu bệnh, có thể đã dẫn đến lợi thế tiến hóa đủ để cho phép việc duy trì hành vi này ở con người và vượt qua gánh nặng kinh tế do nuôi thú cưng vì phần thưởng cảm xúc tức thì. Hai nghiên cứu khác cho thấy hành vi này đại diện cho một lỗi, hiệu ứng phụ hoặc việc áp dụng sai của các cơ chế tiến hóa tiếp nhận tình cảm và lý thuyết về tâm lý của con người đối với động vật không phải người mà chưa ảnh hưởng đủ lớn đến lợi thế tiến hóa trong thời gian dài.:300
Những con vật trong điều kiện tù nhân, với sự giúp đỡ của người chăm sóc, đã được coi là có "thú cưng". Ví dụ cho điều này bao gồm Koko đười ươi, người đã nuôi một số con mèo làm thú cưng, Tonda đười ươi cùng một con mèo làm thú cưng và Tarra voi cùng một con chó tên là Bella.

## Thú cưng trong nghệ thuật

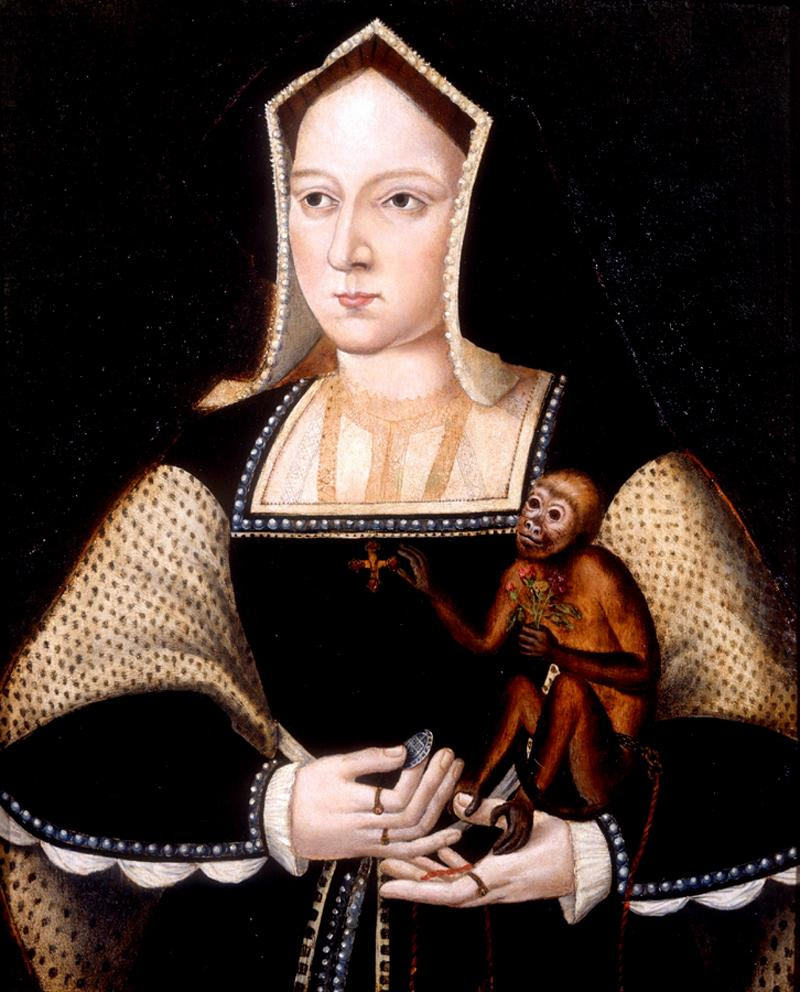
Katharine of Aragon cùng một con khỉ
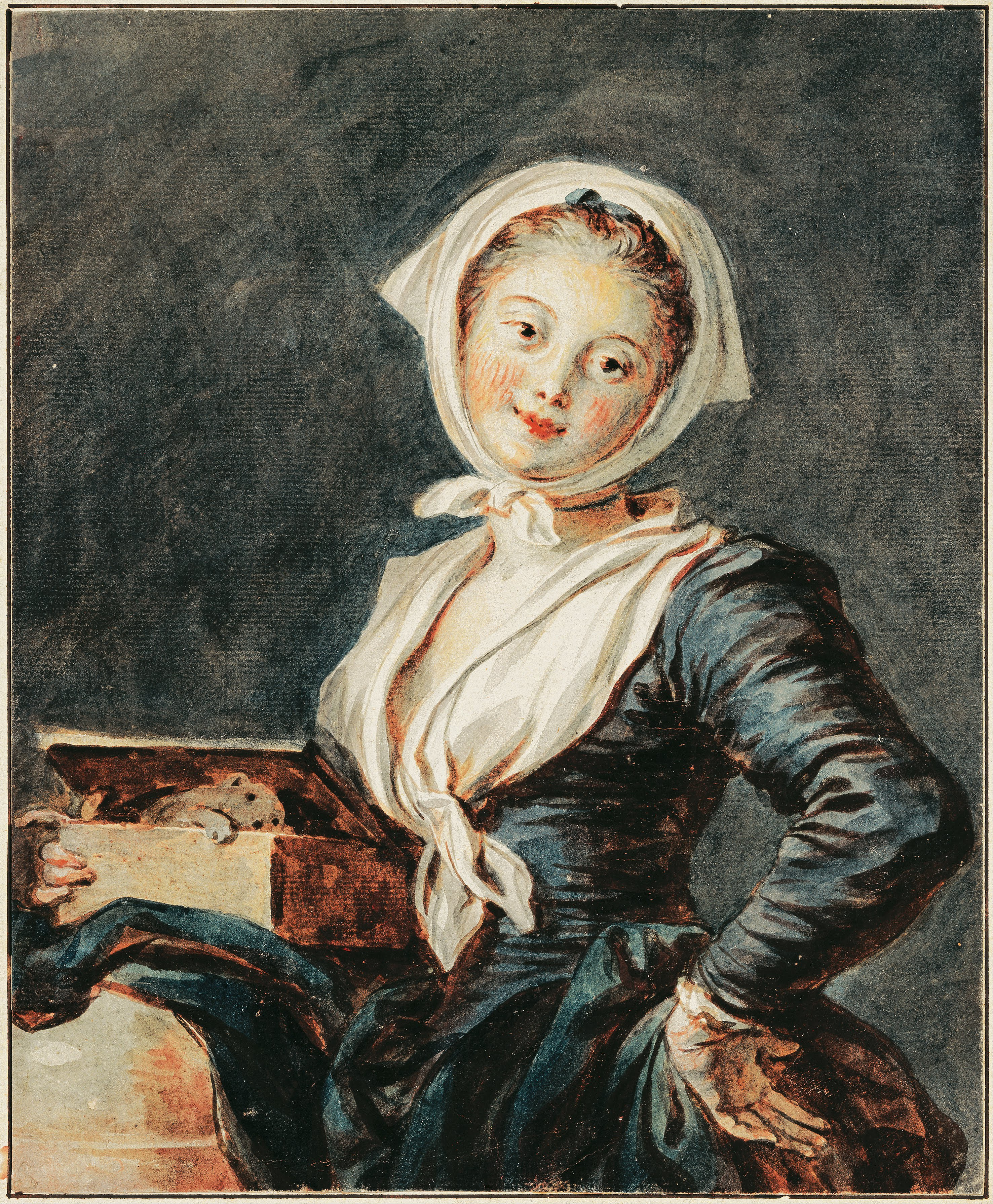
Cô gái với con sóc bởi Jean-Honoré Fragonard
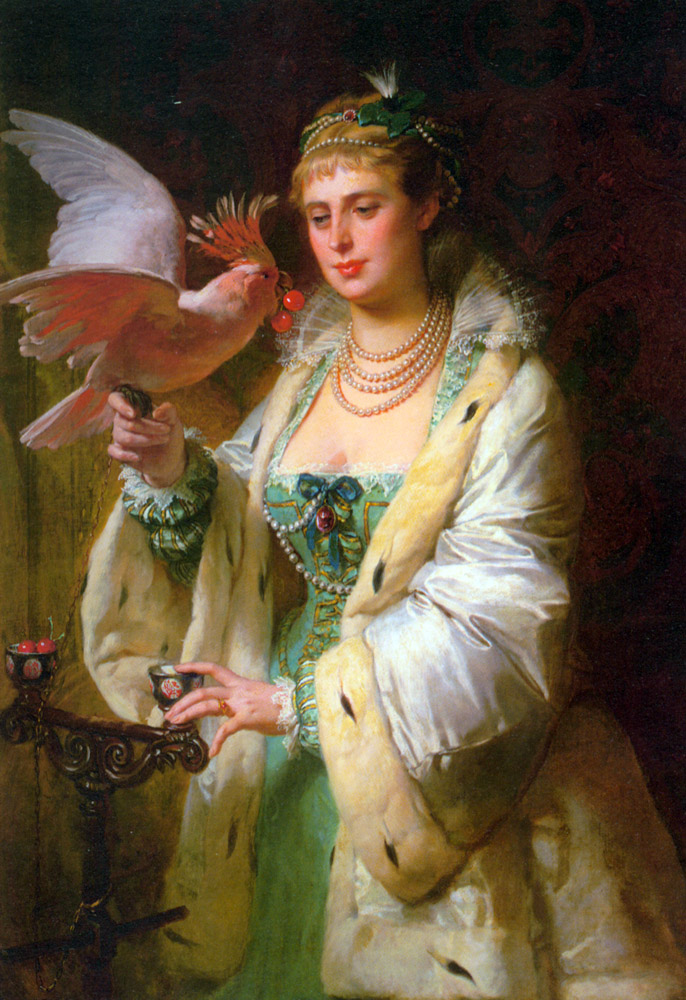
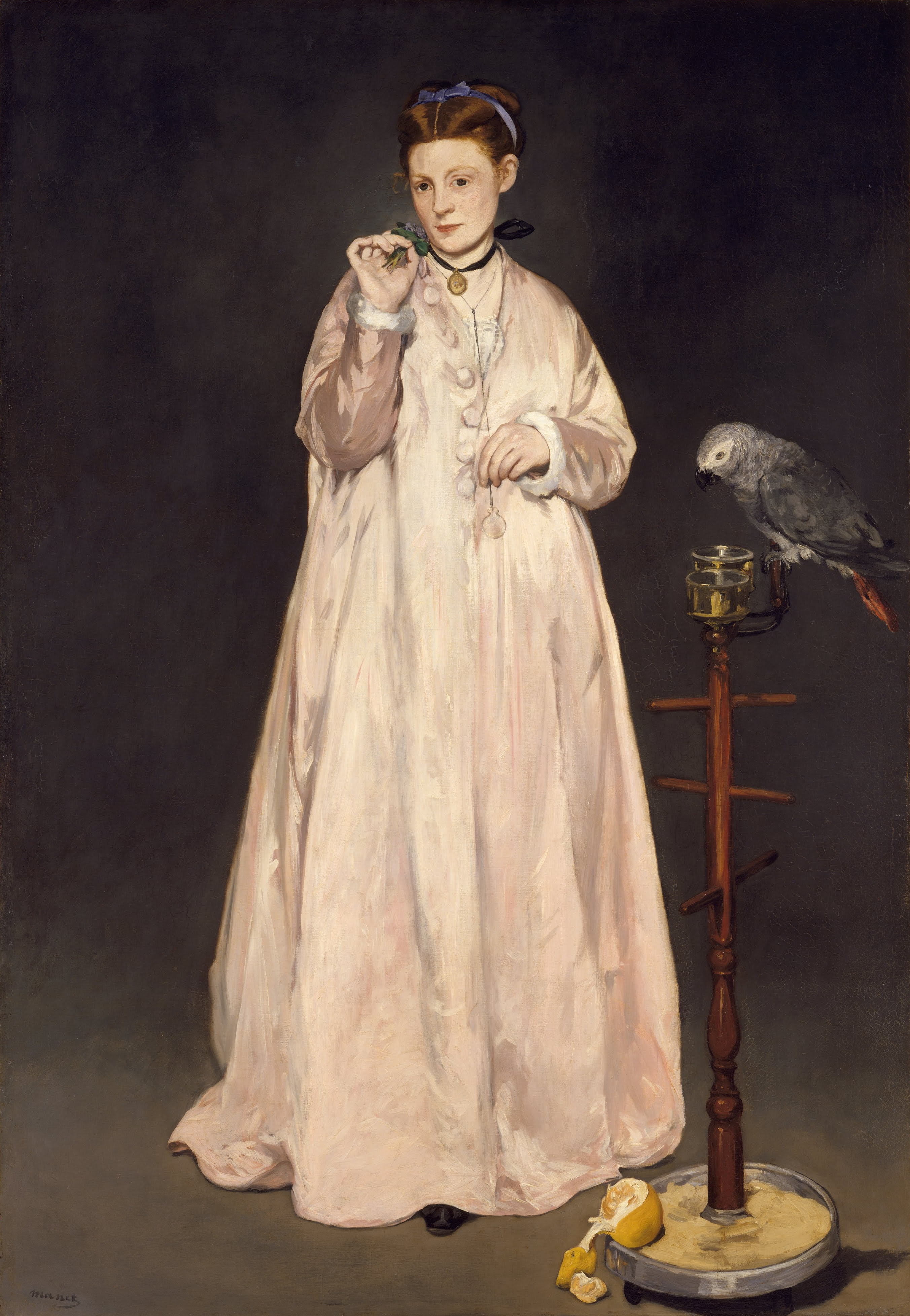
- Cô gái trẻ cùng con vẹt bởi Édouard Manet năm 1866
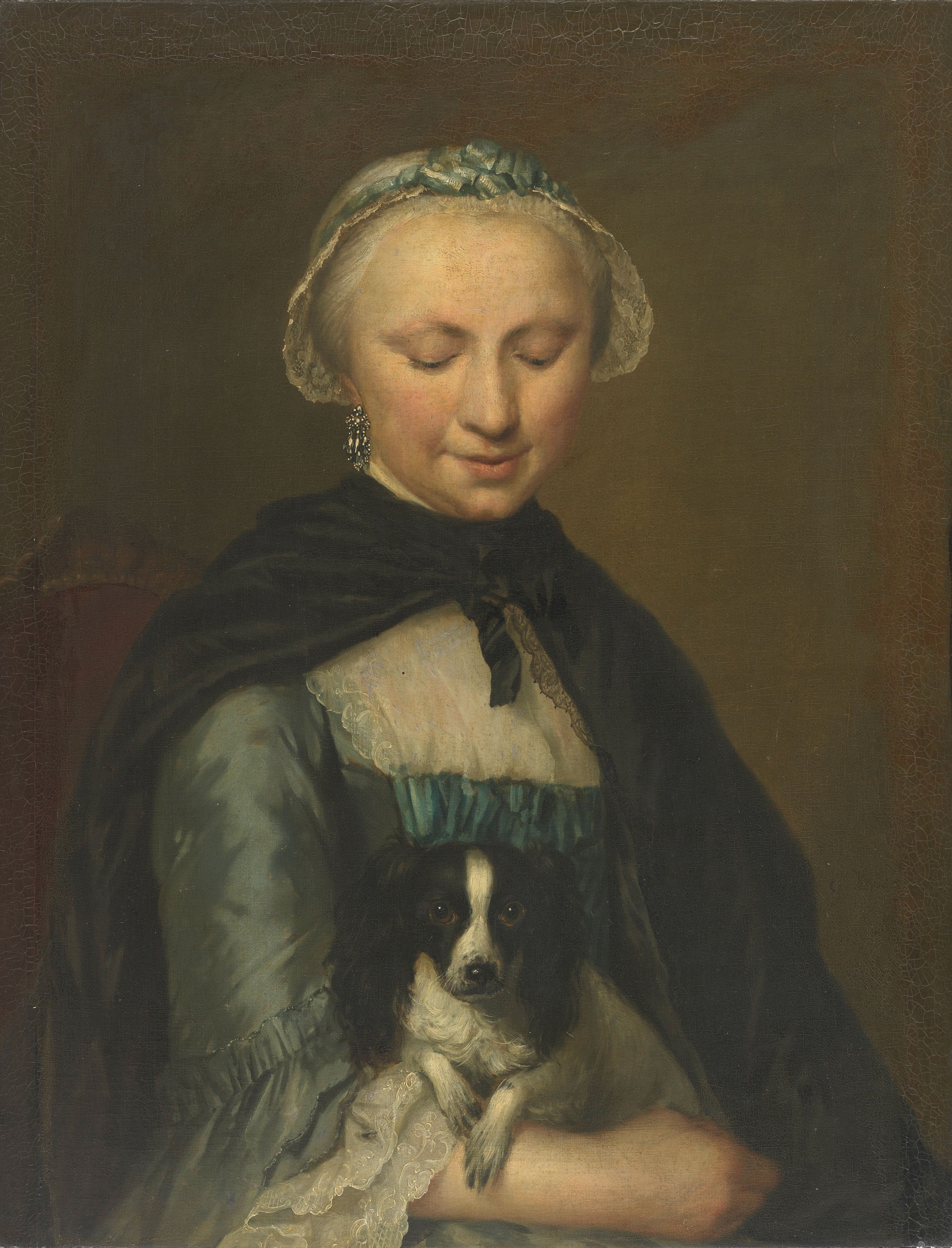
Antoinette Metayer (1732–88) và chú chó cưng của cô
Bà quý tộc cùng chú chồn nhỏ bởi Leonardo da Vinci
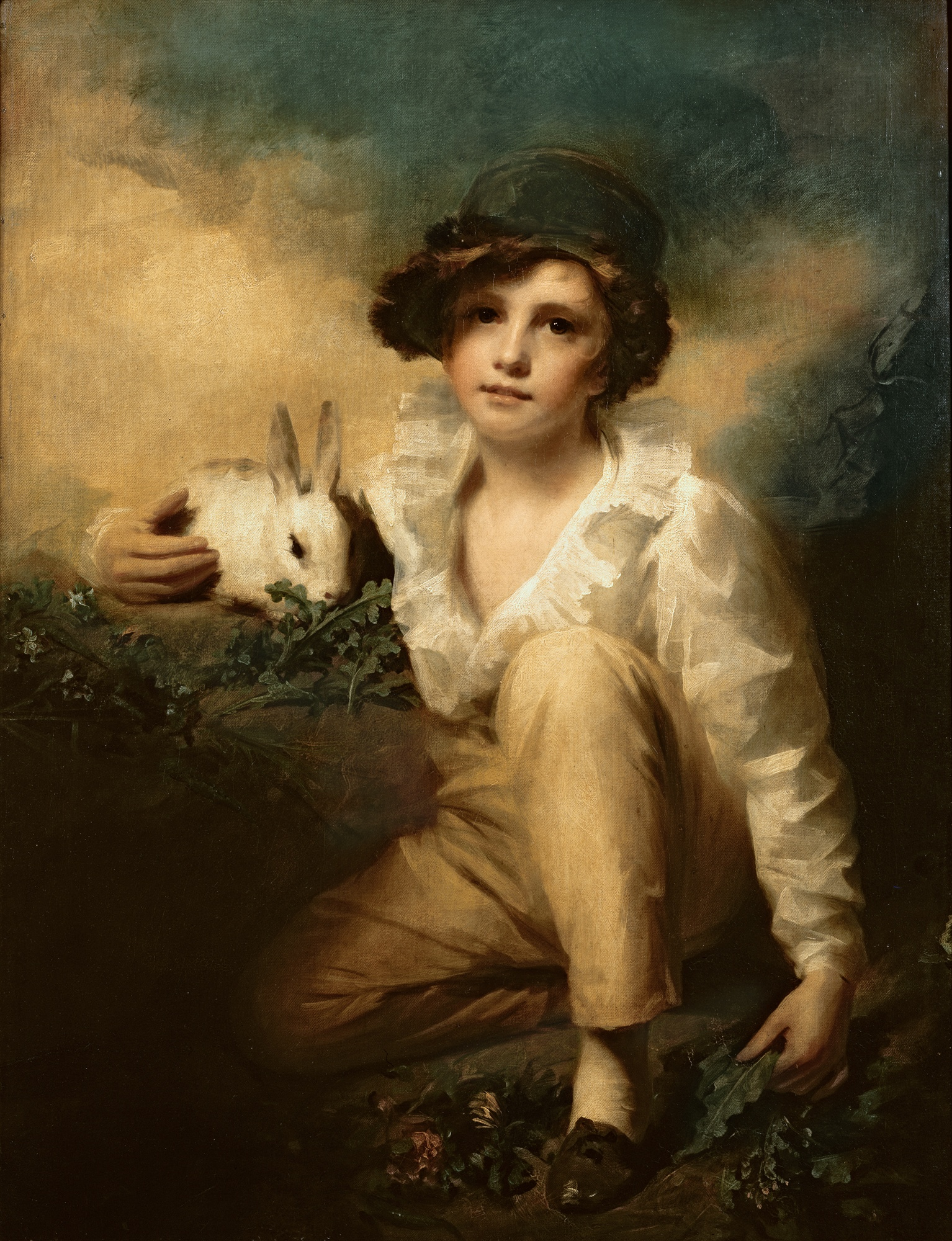
Sir Henry Raeburn - Cậu bé và con thỏ
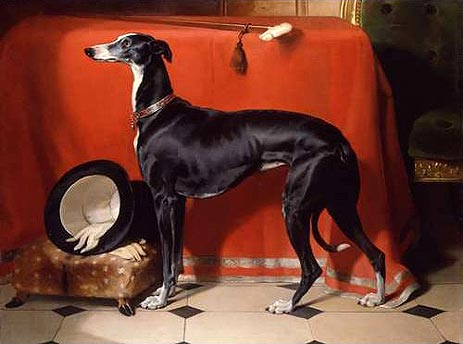
Eos, một con chó chạy đua Greyhound ưa thích của Hoàng tử Albert
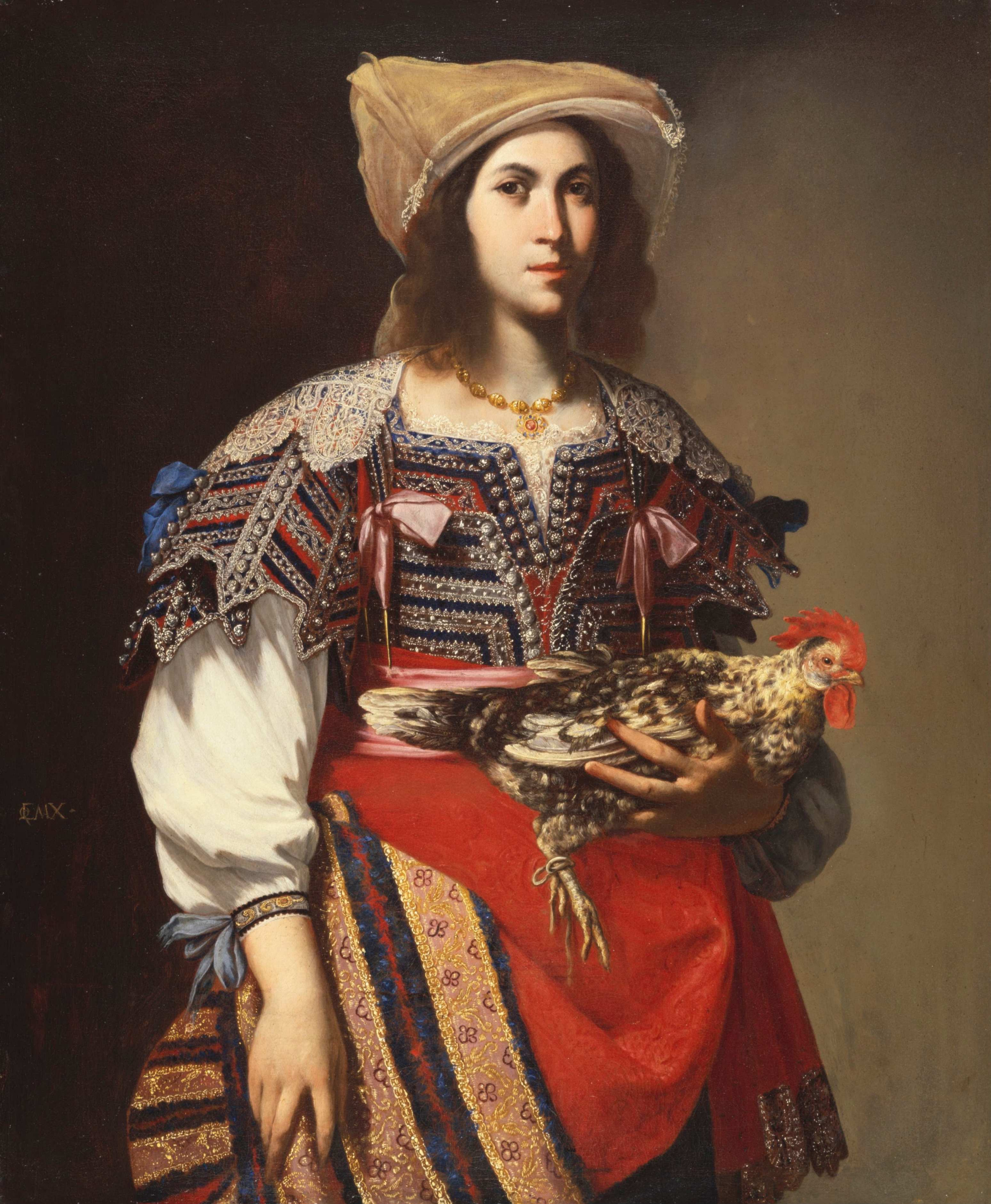
Người phụ nữ Napolitan
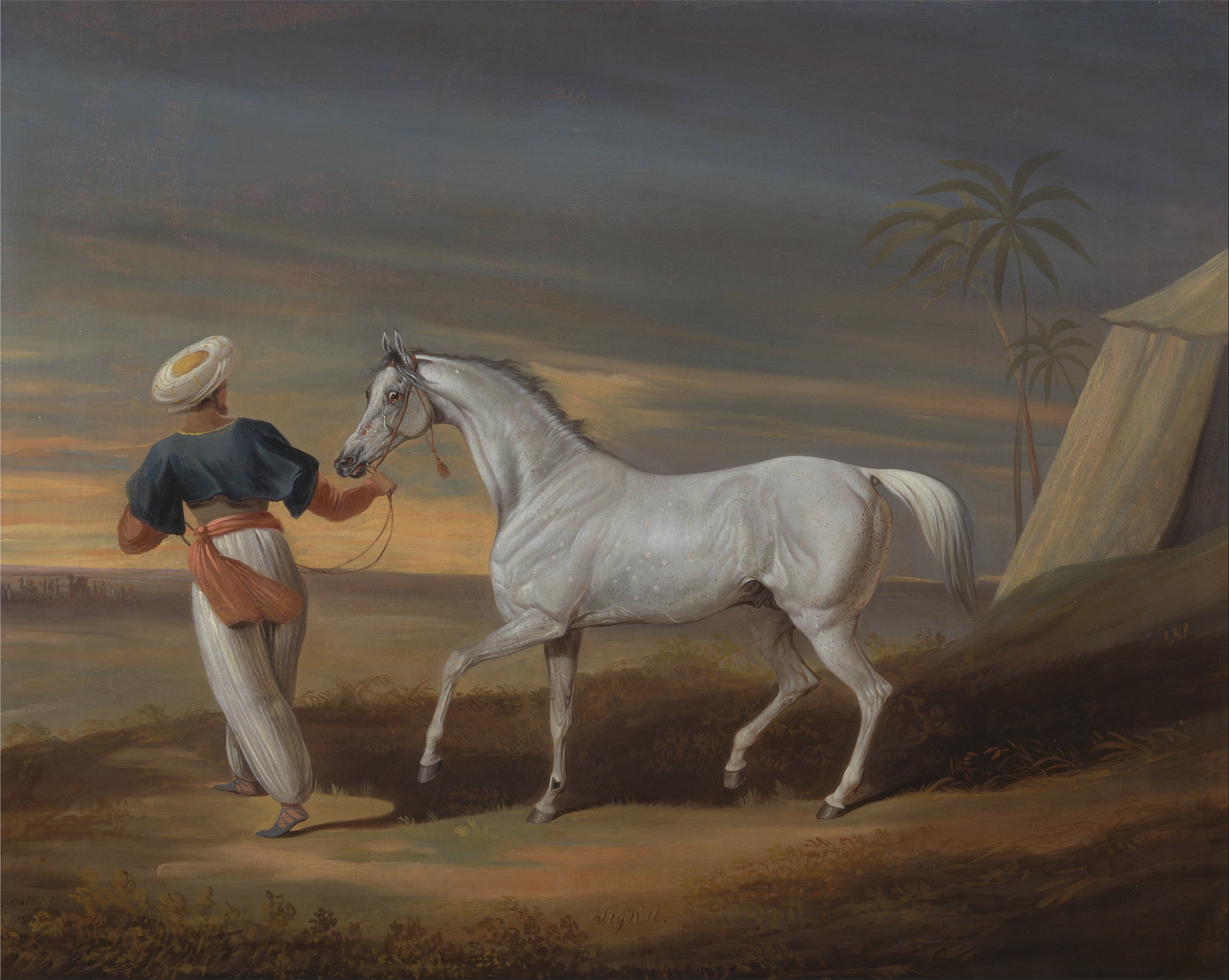
Signal, một con ngựa thuộc chủng loại Grey Arab, cùng một người quản gia trong sa mạc
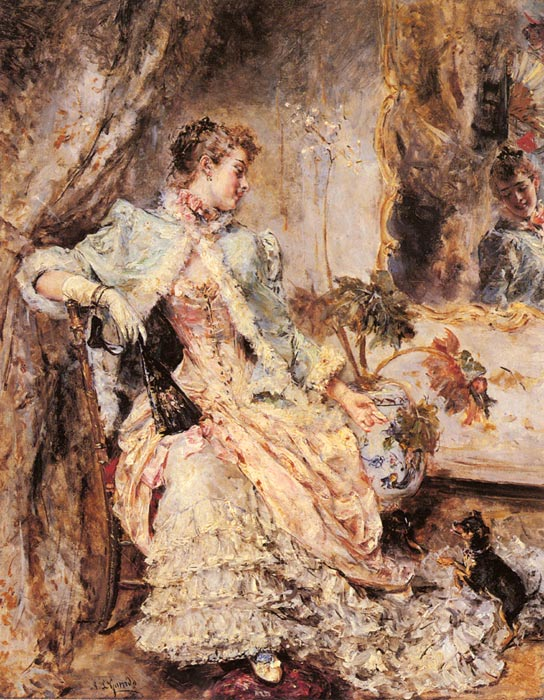
Eduardo Leon Garrido. Một quý bà thanh lịch cùng chú chó cưng của cô
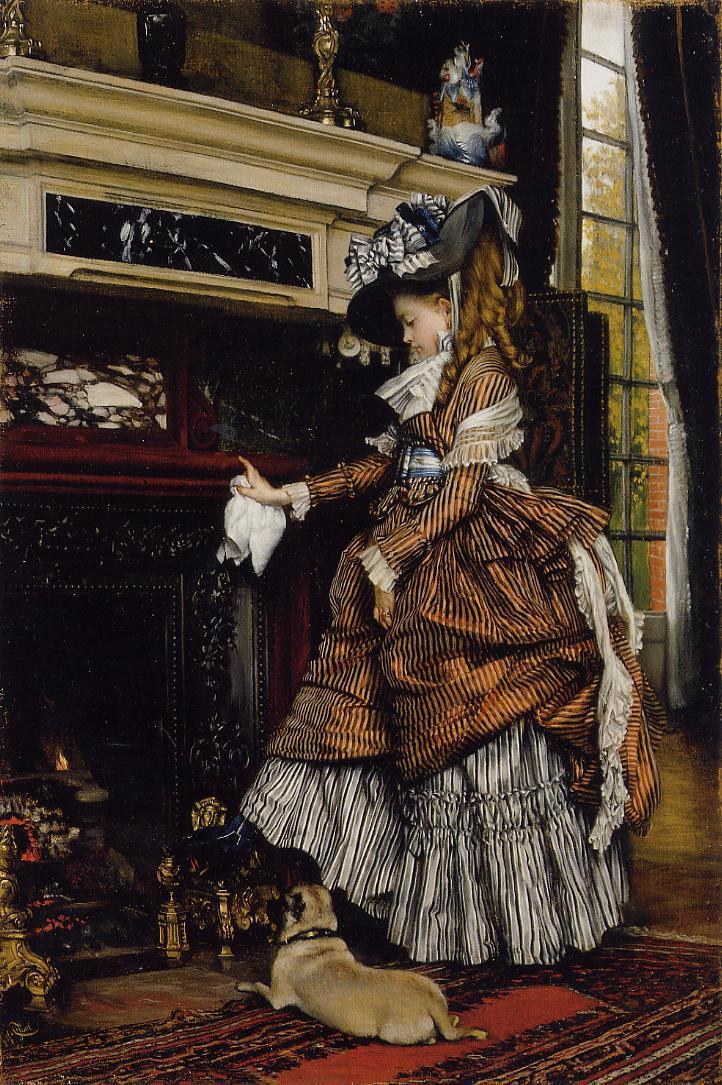
The Fireplace vẽ một con chó chủng Pug, James Tissot
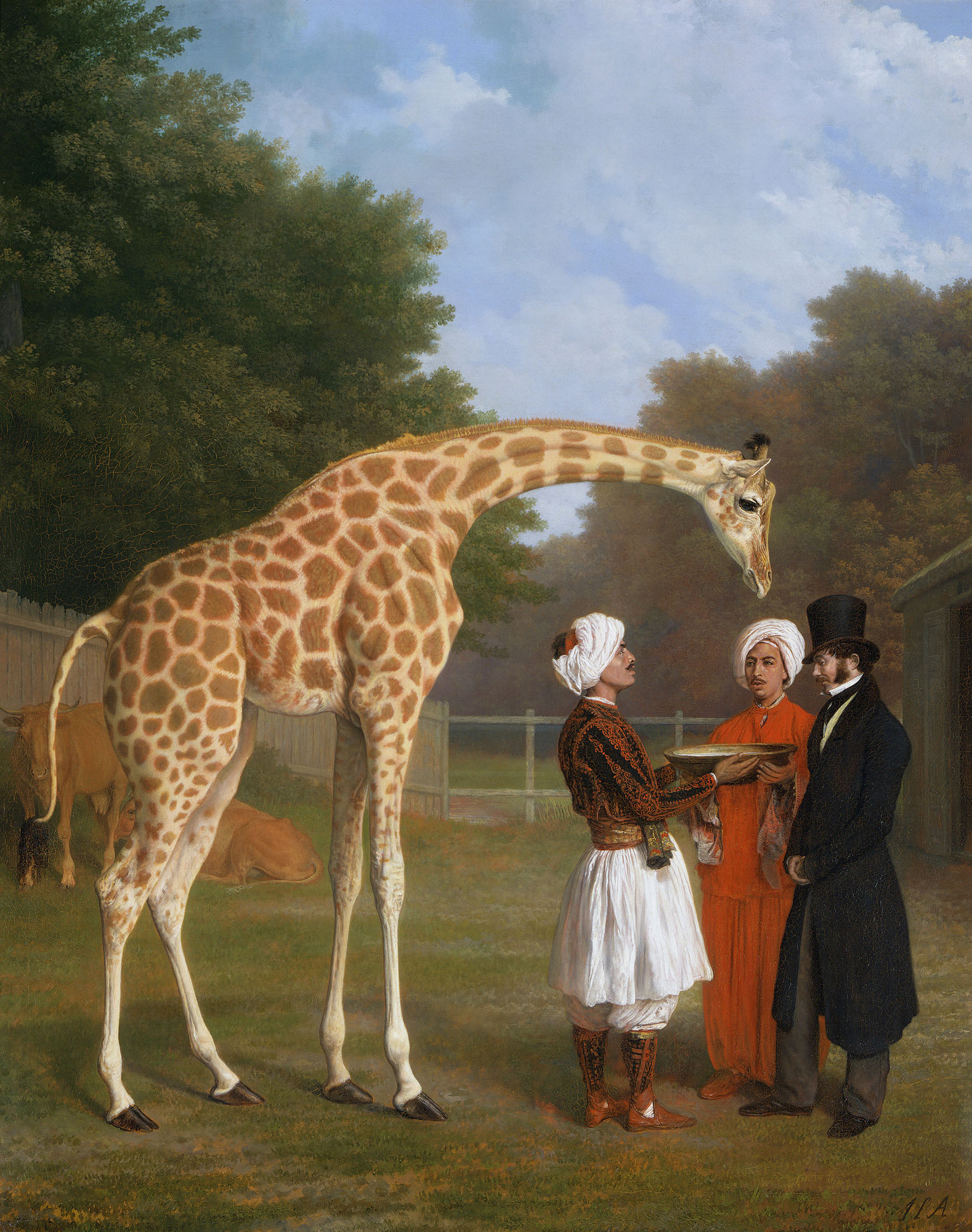
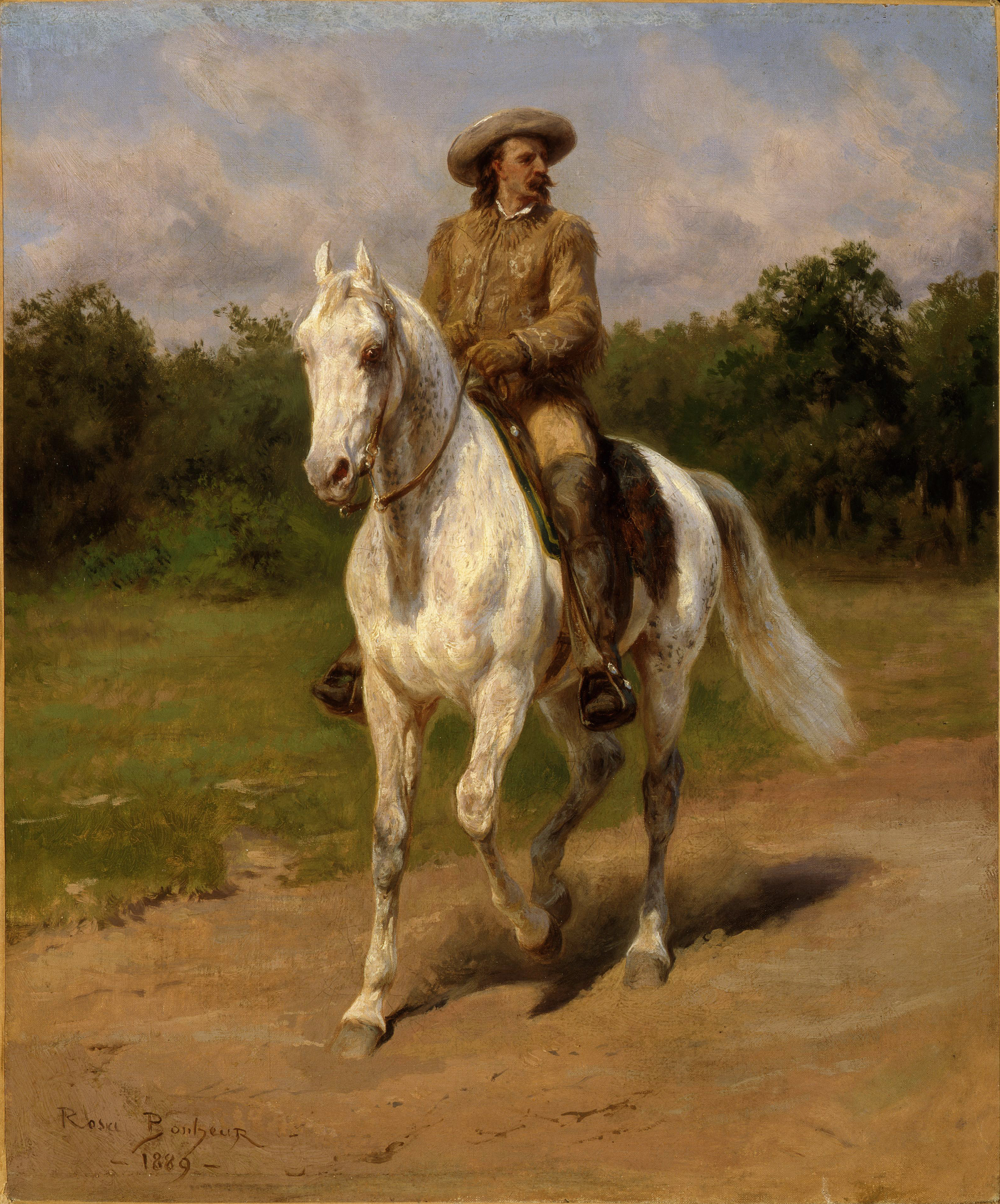
Rosa Bonheur - Bức chân dung của William F. Cody
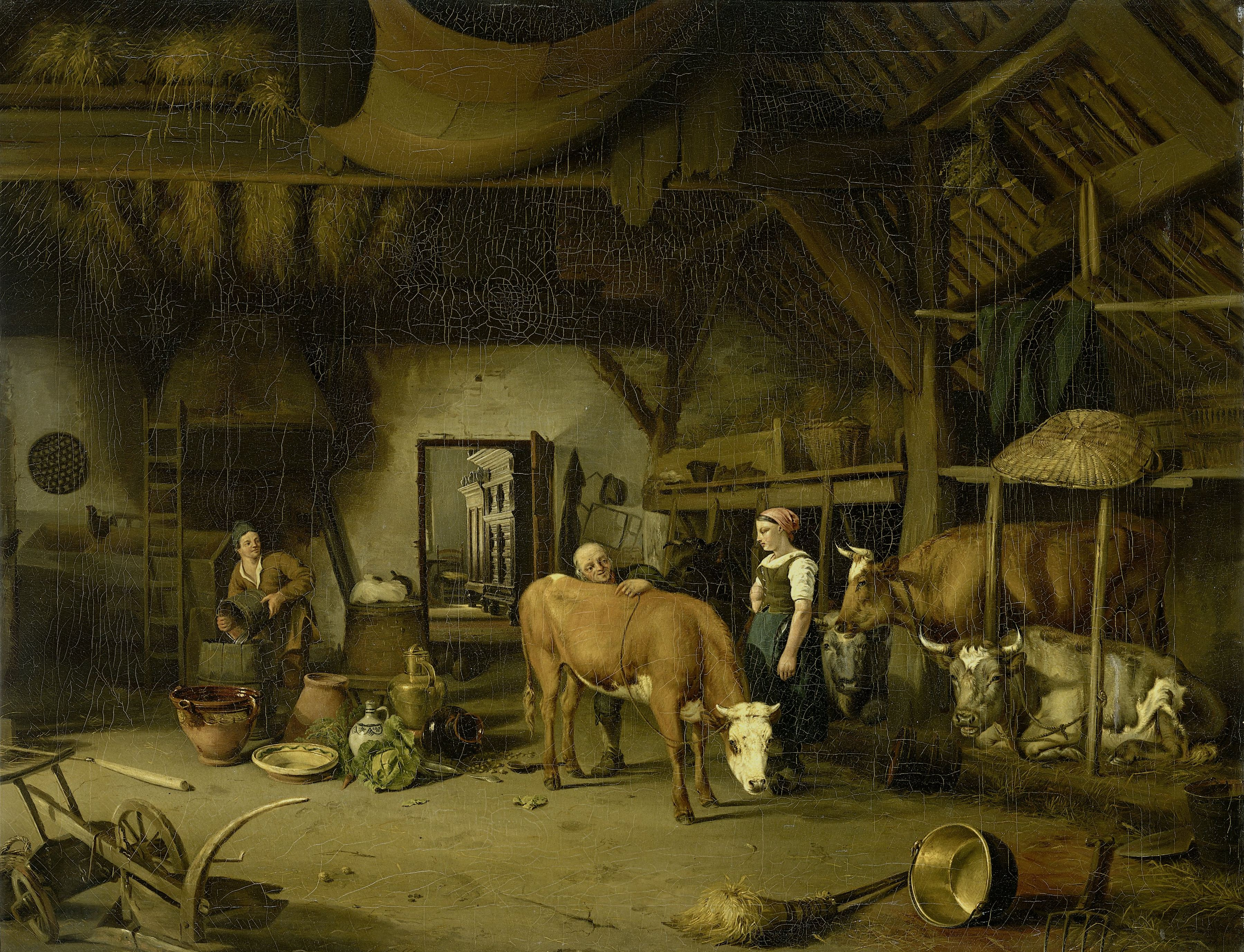
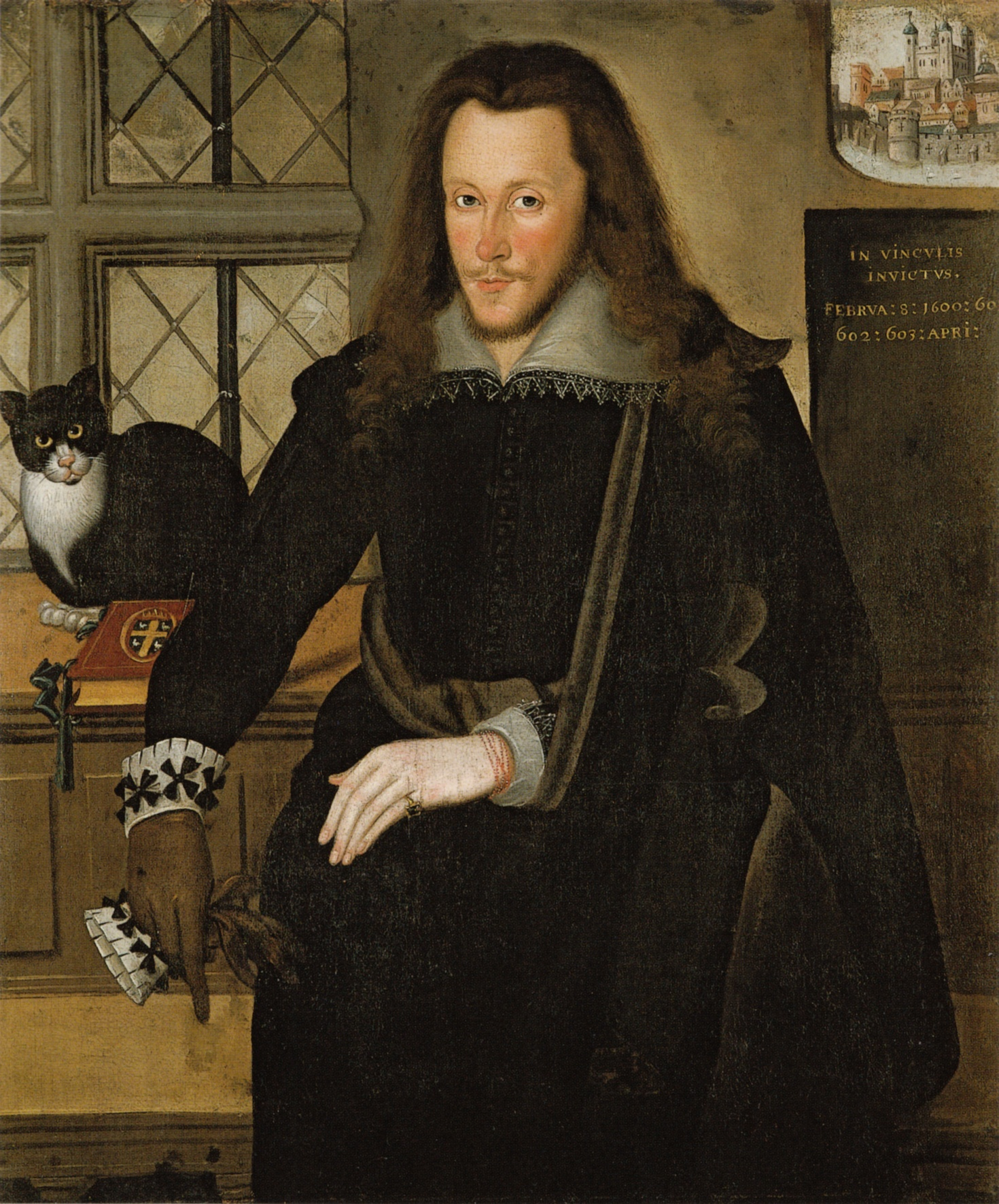
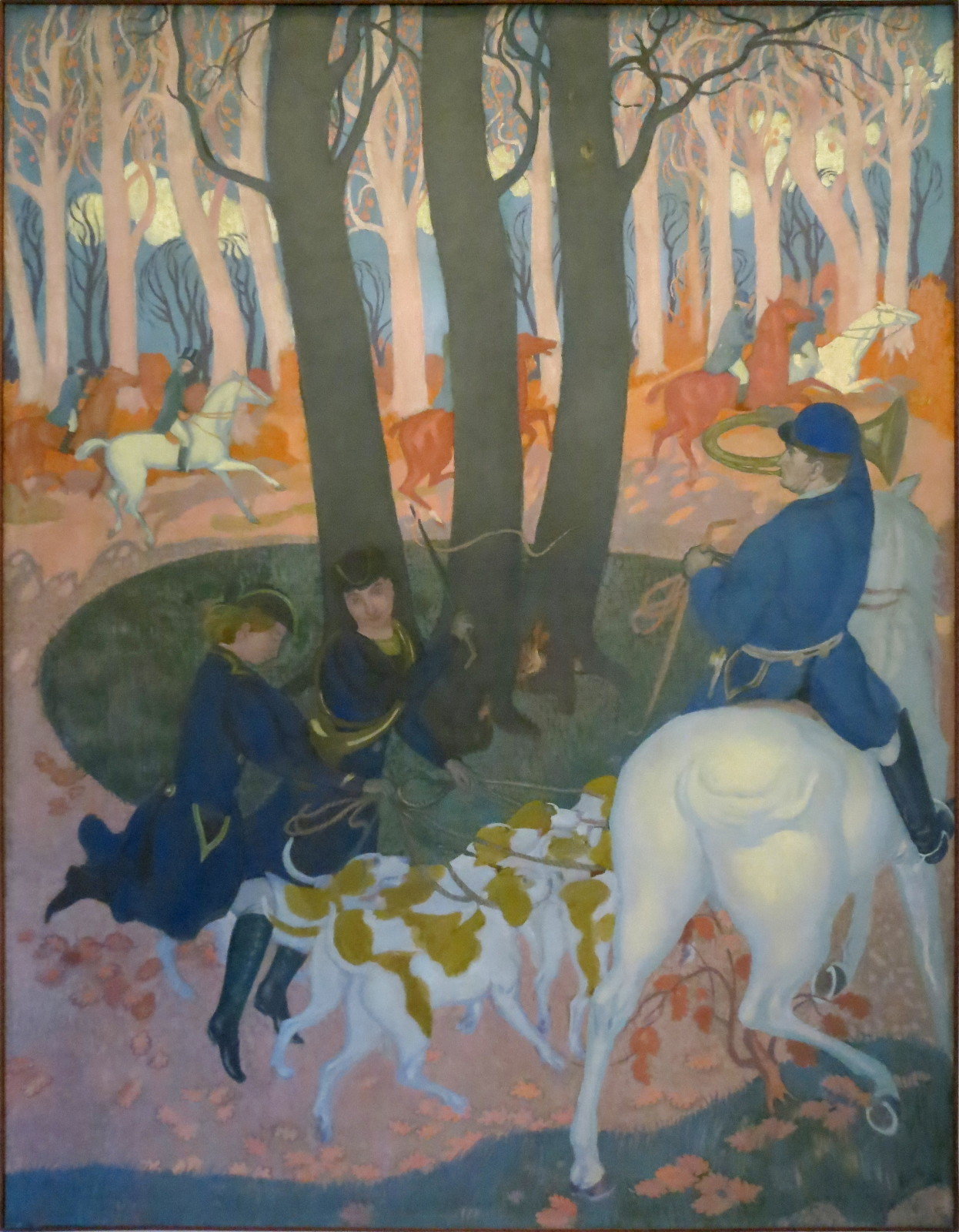
Cuộc săn bắn
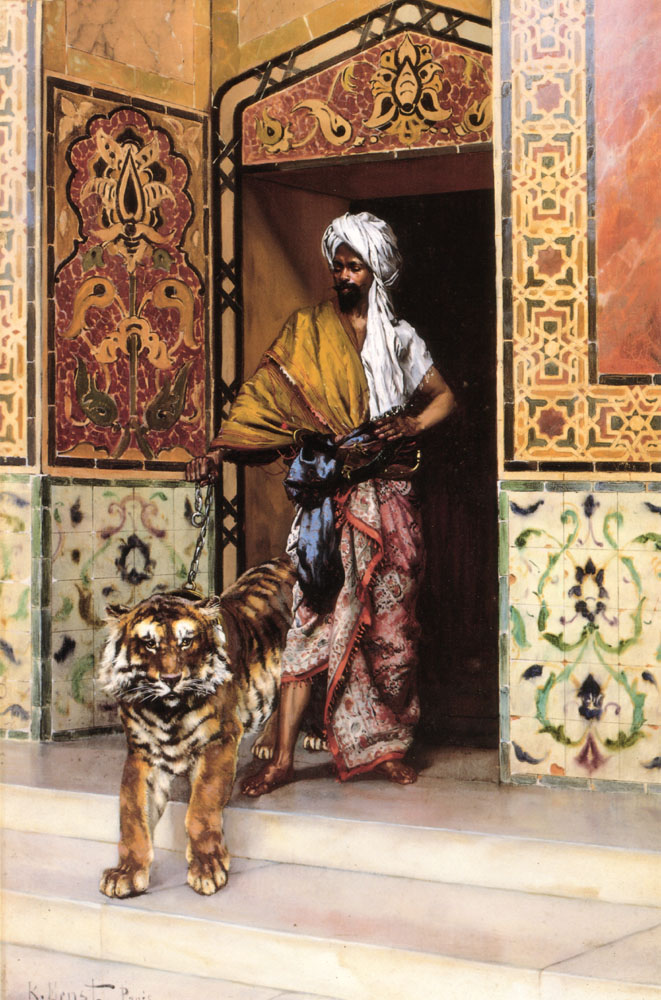
The Pasha's Favourite Tiger, tranh dầu của Rudolph Ernst